# La Trahison Tristan
La Trahison Tristan (The Tristan Betrayal) est un roman d'espionnage de Robert Ludlum publié à titre posthume en 2003 aux États-Unis. 
Ludlum n'a écrit que les grandes lignes de l'histoire et le roman a été achevé par un nègre littéraire après sa mort.
Le roman est traduit et paraît en 2007 en France.

## Résumé
Fin 1940, alors que les nazis sont à leur apogée, Stephen Metcalfe, fils cadet d'une grande famille d'industriels américains, homme du monde, évolue dans le Paris occupé. Mais c'est également un espion américain qui travaille pour une organisation secrète qui ne rend de comptes qu'au président  Roosevelt.
Mais son réseau est démantelé par les Allemands et il se retrouve seul sans plan de sortie. Il voyage donc jusqu'à Moscou pour retrouver son ex-petite amie, une ballerine au  Bolchoï qui est en contact avec un Allemand possédant des informations qui pourraient renverser le cours de la guerre.